# Waigeum ceramicum
Waigeum ceramicum är en fjärilsart som beskrevs av Druce 1902. Waigeum ceramicum ingår i släktet Waigeum och familjen juvelvingar. Inga underarter finns listade i Catalogue of Life.